# Torkhustjärnet (Älgå socken, Värmland)
Torkhustjärnet är en sjö i Arvika kommun i Värmland och ingår i Göta älvs huvudavrinningsområde. Sjön är 6 meter djup, har en yta på 0,018 kvadratkilometer och befinner sig 219 meter över havet.